# Gerd von Rundstedt
Gerd von Rundstedt (født 12. december 1875, død 24. februar 1953) var tysk generalfeltmarskal og én af 2. verdenskrigs store hærførere.
Han var af preussisk officersslægt og var selv en prototype på en preussisk officer af den gamle type. Under 1. verdenskrig gjorde han tjeneste i generalstaben og fortsatte efter krigen karrieren i Reichswehr. I 1927 udnævntes von Rundstedt til general, og efter Hitlers magtovertagelse i 1933 fortsatte hans karriere under Tysklands voldsomme oprustning. 
Efter 2. verdenskrig brød ud, havde von Rundstedt kommandoen over store styrker i flere felttog. Det gjaldt overfaldet på Polen i 1939 og lynkrigen i vest i 1940 med Frankrigs påfølgende nederlag. I 1941 fulgte Operation Barbarossa, angrebet på Sovjetunionen, hvor von Rundstedt stod i spidsen for Armégruppe Syd. 
I 1942 blev han Oberbefehlshaber West, hvilket indebar, at han fik ansvar for forsvaret af Vesteuropa mod den allierede invasion, der truede mere og mere. I august 1942 afviste han med stor succes et allieret landgangsforsøg ved Dieppe, også kendt som Slaget ved Dieppe. I juni 1944 kom invasionen i Normandiet, som blev en succes, og Rundstedt gik af, da han indså, at krigen ikke kunne vindes. Men han blev hurtigt hentet tilbage af Hitler. Han fik derfor også ansvaret for Ardenneroffensiven i december 1944, den sidste store tyske kraftanstrengelse på vestfronten. Offensiven blev en ny fiasko, og efter den amerikanske overgang over Rhinen ved Remagen i marts 1945, gik Rundstedt endeligt af. 
Efter den tyske kapitulation kom han i krigsfangenskab og blev tiltalt for krigsforbrydelser. På grund af hans dårlige helbred blev der aldrig fældet nogen dom over ham, og i 1949 løslod briterne ham.

## Eksterne kilder
- (dansk) http://www.slagmarker.dk/rundstedt.html

- Wikimedia Commons har flere filer relateret til Gerd von Rundstedt